# Albert Bridge
Albert Bridge je silniční visutý most se závěsy mezi londýnským Battersea v části Wandsworth a Chelsea v části Kensington and Chelsea. Pojmenován byl po Princi Albertovi, manželovi Královny Viktorie.
Most byl postaven v letech 1870–1873 a výstavba stála 200 tisíc liber. Hlavním inženýrem byl Rowland Mason Ordish. Most je kombinací visutého a zavěšeného mostu a je na něm využita Ordishova-Lefeuvreova soustava lan, která byla použita pouze na dalších dvou mostech – pražském Mostě císaře Františka Josefa I. a singapurském mostě Cavenagh Bridge. Otevřený byl 23. srpna 1873. Původně bylo na mostě vybírané mýtné; po odkoupení mostu správní institucí Metropolitan Board of Works v roce 1879 bylo 24. května toho roku mýtné zrušeno. Albert Bridge je jediným mostem na Temži, na kterém jsou zachovány původní mýtnice. V roce 1884 byla mostní konstrukce posilována a ocelová lana byly vyměňovány za řetězy. Celková délka mostu je 216,55 m a o šířce 12,5 m patří k nejužším mostům v Londýně. Hlavní rozpětí mělo původně délku 122 m; během rekonstrukce mostu v letech 1972–1973 byla vyměňována dřevěná mostovka a most byl zesílen novým pylonem postaveným uprostřed mostu, proto bylo hlavní rozpětí rozděleno na dvě části.
Albert Bridge je posledním mostem na řece Temže před jejím vstupem do centrálního Londýna. 

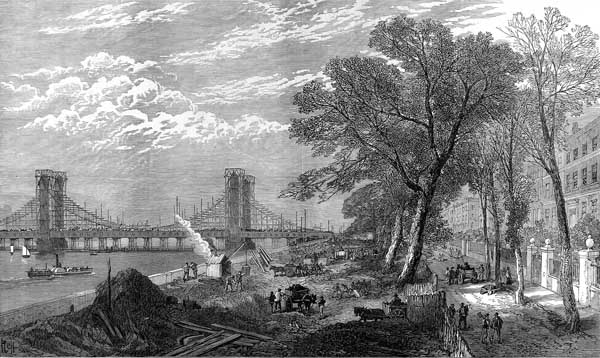
Výstavba mostu a Chelsea Embankment, 1873